# Reserva nacional Pingüino de Humboldt
La Reserva nacional Pingüino de Humboldt está compuesta por tres islas: Chañaral, Choros y Damas, ubicadas en el límite entre las regiones de Atacama y Coquimbo. Se ubica a unos 100 kilómetros al norte de La Serena en la Región de Coquimbo (Chile) y cuenta con una superficie total de 888,68 hectáreas.
En punta de Choros es posible embarcarse hacia la isla Damas. En el trayecto se pueden divisar en la isla Choros, las Loberas, con una gran cantidad de lobos marinos, además de diversidad de aves, incluido el pingüino de Humboldt. También, en contadas ocasiones, es posible ver delfines nariz de botella paseando cerca de las embarcaciones.
No se permite que las embarcaciones permanezcan por más de 15 minutos cerca de los delfines, para evitar estresarlos.
Las personas que habitan el sector, indican que a fines de febrero o comienzos de marzo, es posible ver ballenas en los alrededores de la isla Chañaral, que está frente a la caleta Chañaral de Aceituno.
Forma parte del Sistema Nacional de Áreas Silvestres Protegidas del Estado de Chile, administrada por la Corporación Nacional Forestal (Conaf).

## Visitantes

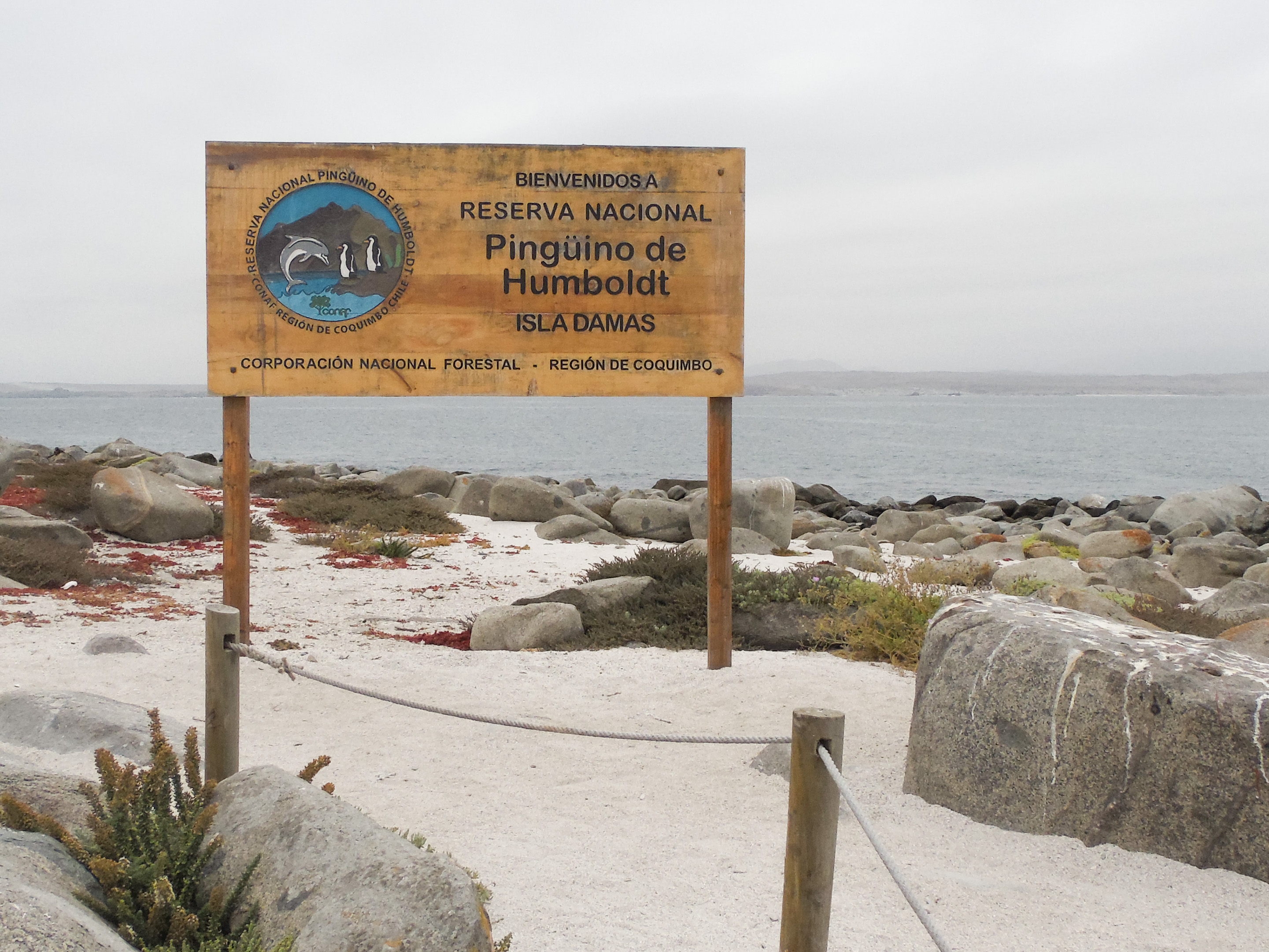
Bienvenida a visitantes en la Reserva

Este parque recibe una gran cantidad de visitantes chilenos y extranjeros cada año.
| Año         | 2012   | 2013   | 2014   | 2015   | 2016   | 2017   | 2018   | 2019   | 2020   | 2021   | 2022   | 2023  | 2024   |
| ----------- | ------ | ------ | ------ | ------ | ------ | ------ | ------ | ------ | ------ | ------ | ------ | ----- | ------ |
| chilenos    | 39.781 | 39.683 | 45.285 | 46.791 | 47.654 | 49.394 | 53.166 | 50.084 | 30.593 | 13.691 | 13.891 | 4.296 | 20.639 |
| extranjeros | 4.776  | 5.441  | 5.765  | 6.503  | 6.982  | 8.767  | 7.752  | 5.997  | 1.484  | 89     | 1.294  | 523   | 1.391  |
| Total       | 44.557 | 45.124 | 51.050 | 53.294 | 54.636 | 58.161 | 60.918 | 56.081 | 32.077 | 13.780 | 15.185 | 4.819 | 22.030 |

## Protección del subsuelo
La Reserva nacional Pingüino de Humboldt cuenta con una protección de su subsuelo como lugar de interés científico para efectos mineros, según lo establece el artículo 17 del Código de Minería. Estas labores sólo pueden ser ejecutadas mediante un permiso escrito por el presidente de la República y firmado además por el ministro de Minería.
La condición de lugar de interés científico para efectos mineros fue establecida mediante Decreto Supremo N.º 4 de 3 de enero de 1990 y publicado el 27 de junio de 1990.
 que fija el polígono de protección.